# Saint-Denis-sur-Huisne
Saint-Denis-sur-Huisne è un comune francese di 63 abitanti situato nel dipartimento dell'Orne nella regione della Normandia.

## Società

### Evoluzione demografica
Abitanti censiti